# 克利爾克里克鎮區 (堪薩斯州尼馬哈縣)
克利爾克里克鎮區（英語：Clear Creek Township）為美國堪薩斯州尼馬哈縣轄下的鎮區。2010年美国人口普查中此鎮區人口有115人。

## 地理
克利爾克里克鎮區涵蓋總面積為92.6平方（35.77平方英里），其中陸地面積為92.6平方（35.77平方英里），水域面積為0平方（0平方英里）或0%。海拔高度369（1,211英尺）。

## 人口統計
根據2010年美國人口普查，克利爾克里克鎮區人口有115人，其中男性有62人，女性有53人，人口密度為每平方公里1.24人，住房計45戶。鎮區內的白人有114人，非裔美國人有0人，美洲原住民有0人，亞裔美國人有0人，太平洋島裔美國人有0人，其他種族有0人，混血種族則有1人。此外鎮區內有0人為西班牙裔或拉丁裔美國人。此鎮區之年齡中位數為45.4歲，而男性年齡中位數為45歲，女性年齡中位數為45.8歲。